# José González

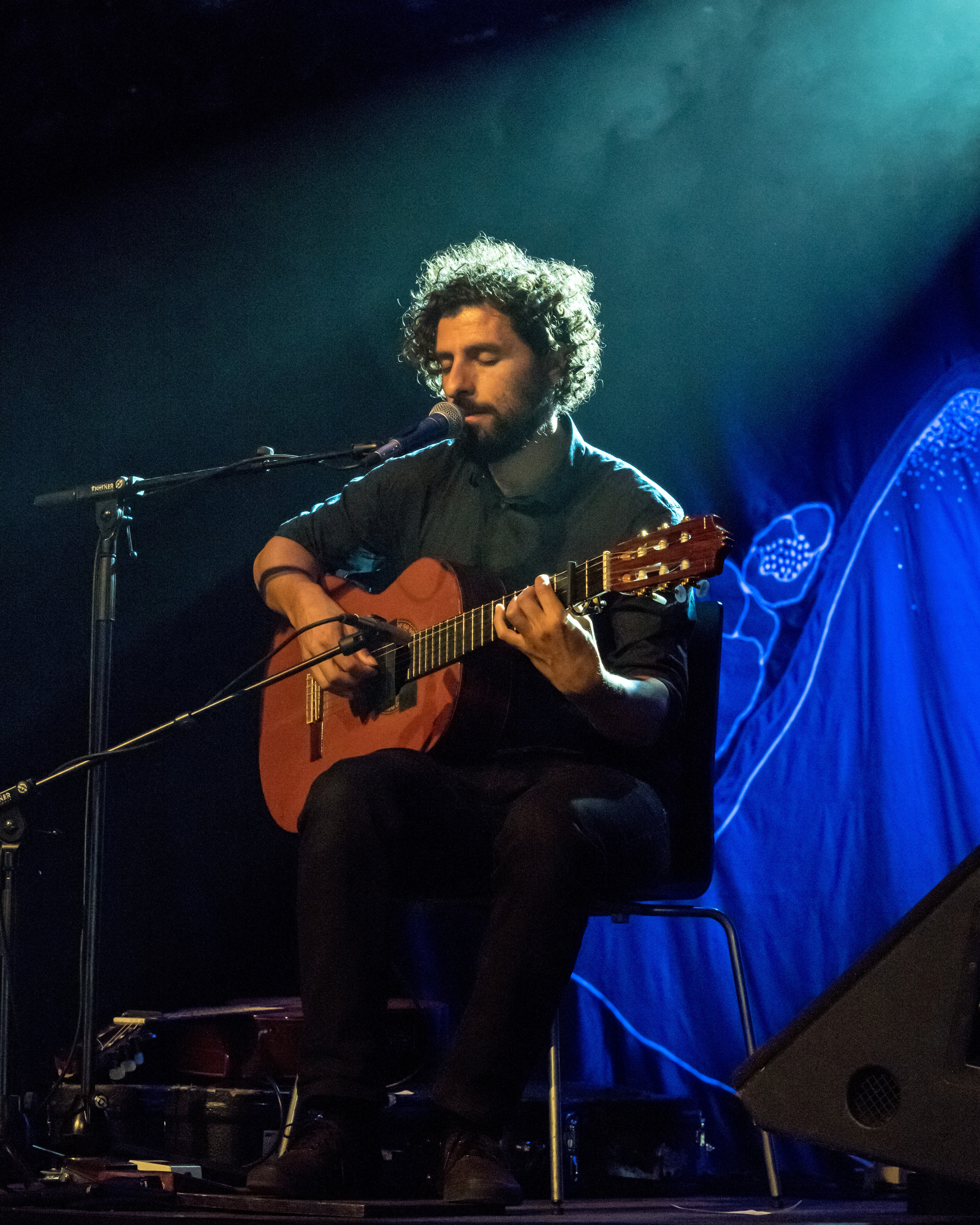
José González. Zelt-Musik-Festival nel 2017 a Freiburg Friburgo in Brisgovia, Germania

José Gabriel González (Göteborg, 31 luglio 1978) è un cantautore e musicista svedese.

## Biografia
Nato a Göteborg da genitori argentini che nel 1976, entrambi politicamente attivi, furono costretti a fuggire dalla loro nazione d'origine verso l'Europa, dopo che la giunta militare ultraconservatrice guidata dal generale Jorge Rafael Videla prese il potere con un colpo di Stato, nel marzo di quello stesso anno. Due anni più tardi, nel 1978, diedero alla luce il loro secondo figlio, José.
Cresciuto musicalmente ascoltando il cantautore cubano Silvio Rodriguez, sin da ragazzo González si unisce a varie band, a partire dai Back Against the Wall, un gruppo punk hardcore di Göteborg, influenzato dalla musica di Black Flag, Misfits e Dead Kennedys. Nel 1993 si unisce, in qualità di bassista, a un altro gruppo hardcore, i Renascence. Nel 1997 entra a far parte, come chitarrista, della rock band Only If You Call Me Jonathan, in cui rimane fino al 1998.
Nel giugno del 2003 González pubblica il suo debutto da solista, un singolo 7" con due brani, dal titolo Crosses. A seguito di questo singolo, viene contattato da Joakim Gävert, cofondatore dell'allora nascente etichetta Imperial Records, che lo mette sotto contratto come primo artista ufficiale della label. In ottobre di quello stesso anno, González pubblica il suo album di debutto, Veneer, realizzato mentre era ancora uno studente di dottorato all'Università di Göteborg. L'album è successivamente uscito In Inghilterra il 25 aprile 2005, e negli Stati Uniti il 6 settembre 2005.
Nello stesso anno il singolo "Heartbeats" viene utilizzato nello spot della Sony per i TV "Bravia" sotto la regia di Jonathan Glazer.
Il suo secondo album, dal titolo In Our Nature, è uscito nel settembre 2007. Il suo contenuto dei testi è in parte influenzato da libri come L'illusione di Dio del biologo evoluzionista Richard Dawkins e Etica pratica del filosofo Peter Singer.
Nel febbraio del 2015 pubblica Vestiges & Claws, terzo album solista, acclamato dalla critica e che ha ricevuto il premio IMPALA per l'Indipendent Album of the Year.
Il 17 febbraio 2021, González ha pubblicato un singolo con testi in spagnolo, dal titolo El Invento. Ad aprile dello stesso anno è uscito Visions, secondo singolo estratto dal suo album successivo, Local Valley, dato alle stampe il successivo 17 settembre.
González milita anche nel gruppo Junip, con Tobias Winterkorn e Elias Araya. A oggi gli Junip hanno pubblicato due EP, Black Refuge e la release gratuita su internet Rope and Summit, oltre a due album, Fields e Junip.
La musica di González è costituita da linee melodiche eseguite principalmente dalla sola chitarra classica. Le sue pubblicazioni contengono brani per lo più originali, ma anche alcune cover acustiche, come: Heartbeats dei The Knife, Love Will Tear Us Apart dei Joy Division, Born in the U.S.A. e The Ghost of Tom Joad di Bruce Springsteen, Hand On Your Heart di Kylie Minogue, e Teardrop dei Massive Attack.

## Discografia

### Album
- (2003) - Veneer
- (2007) - In Our Nature
- (2015) - Vestiges & Claws
- (2021) - Local Valley

### EP
- (2003) - Crosses
- (2003) - Remain
- (2003) - José González & Jens Lekman Split Tour Single
- (2005) - Stay in the Shade
- (2005) - Australian Tour
- (2006) - B-Sides Collected
- (2007) - 3 EP Collection
- (2007) - José González & Promise and the Monster Split Tour Single

### Singoli
- (2006) - Heartbeats
- (2006) - Crosses
- (2006) - Hand On Your Heart
- (2007) - Down The Line
- (2007) - Killing for Love
- (2007) - Teardrop
- (2009) - Cycling Trivialities
- (2014) - Every Age
- (2015) - Leaf Off/The Cave

### Con i Junip
- (2010) - Fields
- (2013) - Junip